# A teraz Susan
A teraz Susan (ang. Suddenly Susan, 1996–2000) – amerykański serial komediowy nadawany przez stację NBC od 19 września 1996 roku do grudnia 2000 roku. Był nadawany w polskiej telewizji.

## Obsada
- Brooke Shields jako Susan Keane
- Judd Nelson jako Jack Richmond
- Nestor Carbonell jako Luis Rivera
- David Strickland jako Todd Stites
- Kathy Griffin jako Vicki Groener
- Andréa Bendewald jako Maddy Piper
- Barbara Barrie jako Nana
- Currie Graham jako Nathan

i inni